# Nati nel 1532
| Questa pagina contiene informazioni ricavate automaticamente dalle voci biografiche con l'ausilio del template Bio e di un bot. L'aggiornamento è periodico e automatico e ricostruisce completamente la pagina. Se manca una persona in questa lista, sei pregato di non aggiungerla, ma accertati piuttosto che la sua voce biografica contenga il template Bio e che i dati anagrafici siano correttamente compilati. Se il template Bio manca, inseriscilo tu stesso o, in alternativa, metti l'avviso {{tmp\|Bio}} che ne segnala la mancanza. Se i dati riportati sono sbagliati, correggi direttamente la voce biografica; le modifiche saranno visibili in questa lista entro pochi giorni. Per chiarimenti vedi il progetto biografie. La lista contiene solo le 74 persone che sono citate nell'enciclopedia e per le quali è stato implementato correttamente il template Bio. Pagina aggiornata al 2 apr 2025. |

## Gennaio(1)
- 22 gennaio - Giacomo Menochio, giurista italiano († 1607)

## Febbraio(3)
- 2 febbraio - Sofonisba Anguissola, pittrice italiana († 1625)
- 19 febbraio - Jean Antoine de Baïf, poeta francese († 1589)
- 21 febbraio - Alfonso Ceccarelli, falsario, storico e scrittore italiano († 1583)

## Marzo(1)
- 20 marzo - Giovanni de Ribera, patriarca cattolico e santo spagnolo († 1611)

## Aprile(3)
- 6 aprile - Vitellozzo Vitelli, cardinale e vescovo cattolico italiano († 1568)
- 23 aprile - Anna Maria di Brunswick-Lüneburg, nobile († 1568)
- 26 aprile - Conrad Dasypodius, matematico e astronomo svizzero († 1600)

## Maggio(1)
- 29 maggio - Álvaro Manrique de Zúñiga, nobile spagnolo († 1604)

## Giugno(6)
- 6 giugno - Giulio Antonio Santori, cardinale italiano († 1602)
- 7 giugno - Amy Robsart, nobile inglese († 1560)
- 24 giugno - Robert Dudley, I conte di Leicester, conte inglese († 1588)
- 24 giugno - Edzardo II della Frisia orientale, conte († 1599)
- 24 giugno - Guglielmo IV d'Assia-Kassel, nobile († 1592)
- 27 giugno - Insun di Joseon, regina coreana († 1575)

## Luglio(2)
- 1º luglio - Marino Grimani, doge († 1605)
- 12 luglio - Matilde di Wittelsbach, nobile († 1565)

## Agosto(1)
- 14 agosto - Maddalena d'Asburgo, nobildonna († 1590)

## Ottobre(2)
- 4 ottobre - Francisco de Toledo Herrera, gesuita e cardinale spagnolo († 1596)
- 9 ottobre - Francisco de Moncada y Cardona, nobile, politico e militare spagnolo († 1594)

## Novembre(1)
- 22 novembre - Anna di Danimarca, principessa danese († 1585)

## Dicembre(5)
- 5 dicembre - Nikolaus Selnecker, teologo e organista tedesco († 1592)
- 7 dicembre - Ludovico I di Sayn-Wittgenstein, nobile tedesco († 1605)
- 20 dicembre - Orazio Samacchini, pittore italiano († 1577)
- 20 dicembre - Giovanni Günther I di Schwarzburg-Sondershausen, conte († 1586)
- 26 dicembre - Guilielmus Xylander, umanista, filologo classico e traduttore tedesco († 1576)

## Senza giorno specificato(48)
- Mohammad Khodabanda, sovrano persiano († 1595)
- Antonio Agelli, vescovo cattolico e biblista italiano († 1608)
- Ginevra Alighieri, nobile italiana
- William Allen, cardinale inglese († 1594)
- Matteo Barbabianca, vescovo cattolico italiano († 1582)
- Antonio Beffa Negrini, scrittore, poeta e storico italiano († 1602)
- Claudio Borghese, vescovo cattolico italiano († 1590)
- Antoinette d'Aubeterre, nobile francese († 1580)
- Tiberio Calcagni, scultore e architetto italiano († 1565)
- Amico Canobio, religioso, imprenditore e filantropo italiano († 1592)
- Hellier de Carteret, nobile britannico († 1581)
- Federico Ceruti, poeta e letterato italiano († 1611)
- Innocenzo Ciocchi del Monte, cardinale italiano († 1577)
- Philippe Danfrie, incisore francese († 1606)
- Giacomo Della Porta, architetto e scultore italiano († 1602)
- Orazio Farnese, nobile italiano († 1553)
- Hernando Franco, compositore spagnolo († 1585)
- Luís Fróis, gesuita, missionario e iamatologo portoghese († 1597)
- John Hawkins, corsaro, navigatore e politico inglese († 1595)
- Étienne Jodelle, drammaturgo francese († 1573)
- Namioka Tomokazu, militare giapponese († 1562)
- David Köler, organista, compositore e cantore tedesco († 1565)
- Dominicus Lampsonius, artista e umanista fiammingo († 1599)
- Orlando di Lasso, compositore fiammingo († 1594)
- Jean Leunis, gesuita fiammingo († 1584)
- Ludovico Madruzzo, cardinale italiano († 1600)
- Martino de Martini, vescovo cattolico italiano († 1582)
- Giulio di Alessandro de' Medici, ambasciatore e ammiraglio italiano († 1598)
- Diofebo II Meli Lupi, condottiero italiano († 1591)
- Menocchio, italiano
- Fabrizio Mordente, matematico italiano
- Ōuchi Yoshinaga, militare giapponese († 1557)
- Girolamo Muziano, pittore italiano († 1592)
- Thomas Norton, scrittore, avvocato e politico inglese († 1584)
- Organtino Gnecchi Soldo, gesuita e missionario italiano († 1609)
- Flavio Orsini, cardinale e vescovo cattolico italiano († 1581)
- Thomas Penny, medico e entomologo inglese († 1589)
- Henry Percy, VIII conte di Northumberland, conte britannico († 1585)
- Matteo Prunes, cartografo spagnolo († 1594)
- Ippolito Scalza, scultore e architetto italiano († 1617)
- Leonhart Schröter, compositore tedesco († 1601)
- Simone Pietro Simoni, filosofo italiano († 1602)
- Sō Yoshishige, militare giapponese († 1588)
- Hermann Thyraeus, teologo e gesuita tedesco († 1591)
- Tulsidas, poeta e mistico indiano († 1623)
- Maarten de Vos, pittore fiammingo († 1603)
- Giovanni Battista della Marca, pittore italiano († 1592)
- Ōkubo Tadayo, militare giapponese († 1594)